# Pranas
Pranas ist ein relativ häufig vergebener litauischer männlicher Vorname. Die weibliche Form ist Pranė.

## Namensträgerinnen
- Pranė Dundulienė (1910–1991), litauische Ethnologin

## Namensträger
- Pranas Domšaitis (1880–1965), deutscher Maler
- Pranas Dovydaitis (1886–1942), litauischer Politiker
- Pranas Kuconis (* 1961), litauischer Jurist und Kriminalist
- Pranas Kūris (* 1938), litauischer Rechtswissenschaftler
- Pranas Lubinas (Frank Lubin; 1910–1999), US-amerikanisch-litauischer Basketballspieler
- Pranas Mašiotas (1863–1940), litauischer Schriftsteller, Publizist und Politiker, Vizeminister
- Pranas Vytautas Rasimavičius (1930–2002), litauischer Rechtswissenschaftler und Richter
- Pranas Vaičekonis (1928–2006), litauischer Kirchenrechtler und Priester
- Pranas Vilkas (* 1936), litauischer Ingenieur und Politiker

Zwischenname
- Zigmas Pranas Starkus (1892–1944),  Politiker, Innenminister Litauens